# Giovanni Milani
Giovanni Milani (Venezia, 20 luglio 1789 – Parigi, 16 marzo 1862) è stato un ingegnere italiano progettista della linea ferroviaria Milano-Venezia.

## Biografia
Giovanni Milani nacque a Venezia il 20 luglio 1789.
In giovane età rimase orfano del padre Fermo, da tale perdita consegue il trasferimento da Venezia a Noventa Vicentina dove probabilmente vivevano dei parenti della madre Luigia Marconi.
Laureatosi all'Accademia di Modena come "Ingegnere di ponti e strade". Nel 1817 aprì a Verona uno studio di ingegneria in quel tempo considerato uno dei più importanti studi del regno lombardo veneto. Viaggiò nel nord Europa visitando cantieri di varie linee ferroviarie allora agli esordi.

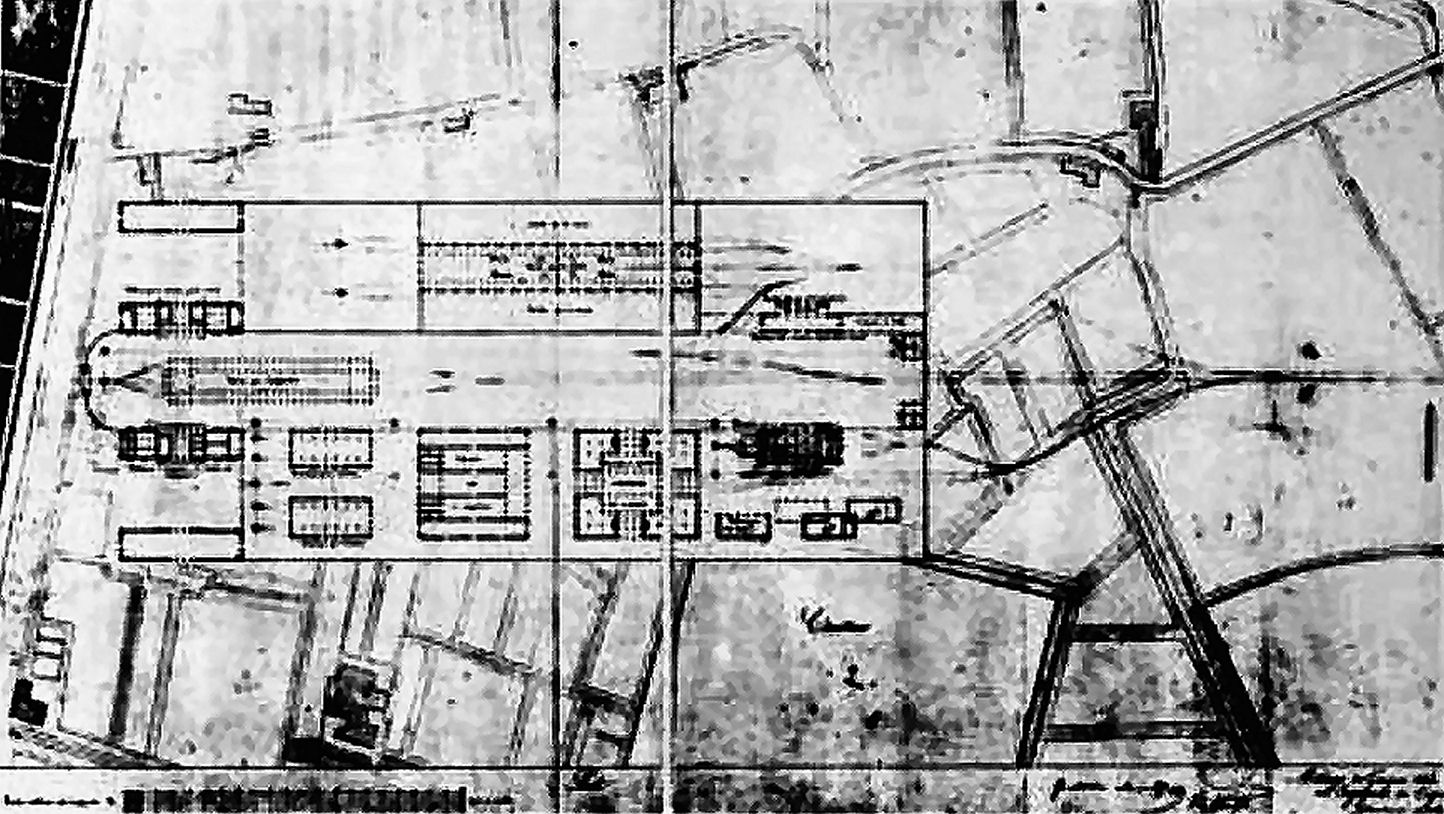
Progetto della stazione di Porta Tosa. G. Milani, 1843

Durante uno di questi viaggi fu chiamato a guidare la progettazione della Imperial-Regia Privilegiata Strada Ferrata Ferdinandea Lombardo-Veneta detta "Ferdinandea", dal nome dell'imperatore d'Austria (il Regno Lombardo-Veneto era, all'epoca, territorio dell'Impero asburgico).
La nomina fu caldeggiata anche da Carlo Cattaneo con il quale però, in seguito, entrò in contrasto. Ne conseguirono le dimissioni di Cattaneo da segretario della Sezione lombarda della società per la strada ferrata. L'anno successivo, tuttavia lo stesso Milani fu licenziato per le esosità delle pretese economiche e dei fringe benefit connessi alla sua carica. Pochi mesi dopo venne riassunto.
Nel 1848 Giovanni Milani fu coinvolto nei moti a Venezia che lo costrinsero a scappare dalla propria città natale. Passò un breve periodo a Torino però anche qui dovette fuggire in Francia, dove morì esule il 16 marzo 1862.

## Lapide
A Noventa Vicentina nella facciata occidentale della ex stazione ferrotranviaria è posta una lapide in suo ricordo ormai difficilmente leggibile. Questa lapide fu posta l'11 giugno 1911 in occasione dell'inaugurazione della linea ferrotranviaria ora dismessa che collegava Noventa Vicentina al capoluogo Berico.
Nella lapide sono scritte queste parole:
«Nell'anno 1911 memorando

giubileo della patria Noventa 

auspice la società delle tranvie 

vicentine avveratosi il

suo lungo sogno l'11 giugno si

congiunse alla propria

madre Vicenza e dalla vaporiera 

ridensata a nuova vita 

esultante qui volle ricordato il 

nome di un suo figlio 

l'ingegnere illustre

Giovanni Milani 

patriota e costruttore morto 

esule a Parigi che la prima 

grande linea ferroviaria del

lombardo veneto tracciò»